# Olga Bodrova
Olga Sergueievna Bodrova (em russo:  Ольга Сергеевна Бодрова; Moscou, 24 de julho de 1998) é uma atriz russa de teatro e cinema. Ela é filha do ator Sergei Sergeyevich Bodrov, falecido em 2002.

## Biografia
Olga Bodrova nasceu na família de atores Sergei Sergeevich Bodrov e Svetlana Alexandrovna Bodrova, e é neta do diretor Sergei Vladimirovich Bodrov. Ela perdeu o pai aos quatro anos de idade durante a avalanche da geleira Kolka (2002). Depois de terminar o ensino médio, ingressou na Academia Russa de Artes Teatrais (2016), onde estudou na oficina de Leonid Kheifets. Em 2017, estrelou o curta-metragem La Confrontation. Em 2020, ela desempenhou um pequeno papel no filme Kalashnikov, cujo produtor foi seu avô Sergei Vladimirovich Bodrov. Mas a versão final do filme não inclui o episódio em que ela interpreta. Em 2020, Bodrova subiu ao palco pela primeira vez: organizou a cerimônia de encerramento do festival Zerkalo.
Em 2020, Bodrova desempenhou o papel principal no filme Velga de Anastasia Nechaeva, e em 2021–2022 estrelou a série Karamora de Danila Kozlovsky. Em 2021, ocorreu a estreia do filme de Nikolai Khomeriki, More volnuetsya raz, no qual Bodrova desempenhou o papel principal.

## Vida pessoal
Em 2020, Bodrova casou-se com o ator Sergei Bystrov. No outono de 2022, soube-se que Olga e Sergei se tornariam pais. Em março de 2023, o casal teve uma filha, Lyubov.

## Filmografia

### Filme
| Ano  | Título                               | Papel                               |
| ---- | ------------------------------------ | ----------------------------------- |
| 2020 | Kalashnikov                          | episódio (corte de cena)            |
| 2020 | Ровесники                            | episódio                            |
| 2021 | More volnuetsya raz                  | Sasha                               |
| 2022 | Karamora                             | Tânia                               |
| 2022 | Velga                                | Velga                               |
| 2022 | Конец света                          | Maria                               |
| 2023 | Страсти по Матвею                    | Bárbara                             |
| 2023 | К морю стремился, морем дышал на юге | Nome da personagem não especificado |
| 2024 | Роднина                              | Nome da personagem aguardado        |

## Prêmios e reconhecimentos
Em 2021, Olga Bodrova recebeu o prêmio de melhor papel feminino no festival de cinema Kinotavr 2021 pelo filme More volnouietsia raz (diretor: Nikolaï Khomeriki).